# Euphyia submarginata
Euphyia submarginata là một loài bướm đêm trong họ Geometridae.